# Nina Yevteyeva
Nina Aleksandrovna Yevteyeva, née le 24 septembre 1982 à Omsk, est une patineuse de vitesse sur piste courte russe.

## Biographie
Elle participe aux épreuves de patinage de vitesse sur piste courte aux Jeux olympiques de 2002. Elle participe ensuite aux Jeux de 2010.
Elle est médaillée de bronze des Championnats d'Europe de patinage de vitesse sur piste courte en 2003 et en 2008.